# Алджамейн Стерлінг
Алджамейн Антуан Стерлінг (англ. Aljamain Antoine Sterling; (31 липня 1989 , Лонг-Айленд, Нью-Йорк )) — американський боєць змішаного стилю, представник надлегкої ваговій категорії. Виступає на професійному рівні починаючи з 2011 року, відомий по участі в турнірах бійцівської організації UFC.

## Біографія
Алджамейн Стерлінг народився 31 липня 1989 року в місті Юніондейл, штат Нью-Йорк. Має ямайське коріння.
Під час навчання в місцевій старшій школі почав займатися боротьбою, потім продовжив боротися в університеті, неодноразово брав участь у різних студентських змаганнях, зокрема, двічі отримував статус всеамериканського спортсмена в третьому дивізіоні Національної асоціації студентського спорту.
Зацікавився змішаними єдиноборствами після знайомства з Джоном Джонсом, з яким перебував в одній борцівській команді в коледжі. З 2009 року виступав в ММА на аматорському рівні, вигравши шість поєдинків і зазнавши одну єдину поразку. Проходив підготовку в залі Serra-Longo Fight Team під керівництвом відомого бійця Метта Серри, від якого згодом отримав чорний пояс по бразильському джиу-джитсу.

### Початок професійної кар'єри
Дебютував у ММА на професійному рівні у квітні 2011 року, вигравши у свого суперника одноголосним рішенням суддів. У тому ж році завоював титул чемпіона Ring of Combat в легкій ваговій категорії, перемігши розділеним рішенням Клаудіо Ледесму, і приєднався до промоушену Cage Fury Fighting Championships, де здобув в цілому п'ять перемог, у тому числі і виграв тричі захистив пояс чемпіона.

### Ultimate Fighting Championship
Маючи в послужному списку вісім перемог без поразок, Стерлінг привернув до себе увагу найбільшої бійцівської організації світу Ultimate Fighting Championship і в 2014 році підписав з нею довгостроковий контракт. Дебютував в октагоні UFC у тому ж році, вигравши одноголосним рішенням у такого ж новачка Коді Гібсона, потім відзначився перемогою технічним нокаутом над Уго Віаною.
У 2015 році додав в послужний список перемоги над такими бійцями як Такея Мідзугакі і Джонні Едуарду.
У травні 2016 року зазнав першої поразки у професійній кар'єрі. У протистоянні з Брайаном Каравеєм домінував у першому раунді, але потім втомився і у двох наступних раундах виглядав гірше, в результаті чого судді роздільним рішенням віддали перемогу його супернику.
У 2017 році Стерлінг провів чотири бої: роздільним рішенням поступився Рафаелу Асунсану, одноголосним рішенням виграв у Аугусту Мендиса і Ренана Барана, опинився в нокауті в поєдинку з Марлоном Мораісом.
Незважаючи на програші, Алджамейн Стерлінг продовжив активно виходити в клітку. Так, у 2018 році він за очками переміг Бретта Джонса і достроково Коді Стаманна. На Стаманні боєць застосував досить рідкісний важіль коліна, який порталом MMAjunkie.com згодом був визнаний кращим прийомом року.
У 2019 році Стерлінг переміг одноголосним рішенням над Джиммі Ріверою і Педру Муньюсом.
6 червня 2020 року на UFC 250 переміг у першому раунді задушливим прийомом Корі Сендхегена.
12 грудня 2020 зустрівся з Петром Яном на UFC 256, бій за титул чемпіона UFC у найлегшій вазі.

## Статистика в професійному ММА
| Професійна кар'єра бійця |            |           |
| Боїв 23                  | Перемог 20 | Поразок 3 |
| Нокаут                   | 2          | 1         |
| Здача                    | 8          | 0         |
| Рішення суддів           | 9          | 2         |
| Дискваліфікація          | 1          | 0         |

| Результат | Рекорд | Суперник        | Спосіб                                        | Турнір                                 | Дата           | Раунд | Час   | Місце                | Примітки                                                 |
| --------- | ------ | --------------- | --------------------------------------------- | -------------------------------------- | -------------- | ----- | ----- | -------------------- | -------------------------------------------------------- |
|           |        | Петро Ян        |                                               | UFC 267                                | 30 жовтня 2021 |       |       | Абу-Дабі, ОАЕ        | Бій-реванш за титул титул чемпіона UFC у найлегшій вазі. |
| Перемога  | 20-3   | Петро Ян        | Диск-ція суперника (заборонений удар коліном) | UFC 259                                | 6 березня 2021 | 4     | 4:29  | Лас-Вегас, США       | Бій за титул титул чемпіона UFC у найлегшій вазі.        |
| Перемога  | 19-3   | Корі Сендхеген  | Больовий прийом (удушення ззаду)              | UFC 250                                | 7 червня 2020  | 1     | 1:28  | Лас-Вегас, США       | Виступ вечора                                            |
| Перемога  | 18-3   | Педру Муньюс    | Одностайне рішення                            | UFC 238                                | 8 2019         | 3     | 5: 00 | Чикаго, США          |                                                          |
| Перемога  | 17-3   | Джиммі Рівера   | Одностайне рішення                            | UFC on ESPN: Ngannou vs. Velasquez     | 17 2019        | 3     | 5: 00 | Фінікс, США          |                                                          |
| Перемога  | 16-3   | Коди Стаманн    | Введення (важіль коліна)                      | UFC 228                                | 8 2018         | 2     | 3: 42 | Даллас, США          |                                                          |
| Перемога  | 15-3   | Бретт Джонс     | Одностайне рішення                            | UFC Fight Night: Barboza vs. Lee       | 21 2018        | 3     | 5: 00 | Атлантик-Сіті, США   |                                                          |
| Поразка   | 14-3   | Марлон Мораїс   | KO (удар коліном)                             | UFC Fight Night: Swanson vs. Ortega    | 9 2017         | 1     | 1: 07 | Фресно, США          |                                                          |
| Перемога  | 14-2   | Ренан Баран     | Одностайне рішення                            | UFC 214                                | 29 2017        | 3     | 5: 00 | Анахайм, США         | Бій в проміжній вазі 63,5 кг.                            |
| Перемога  | 13-2   | Аугусту Мендіс  | Одностайне рішення                            | UFC on Fox: Johnson vs. Reis           | 15 2017        | 3     | 5: 00 | Канзас-Сіті, США     |                                                          |
| Поразка   | 12-2   | Рафаел Асунсан  | Роздільне рішення                             | UFC on Fox: Shevchenko vs. Peña        | 28 2017        | 3     | 5: 00 | Денвер, США          |                                                          |
| Поразка   | 12-1   | Брайан Карауе   | Роздільне рішення                             | UFC Fight Night: Almeida vs. Garbrandt | 29 2016        | 3     | 5: 00 | Лас-Вегас, США       |                                                          |
| Перемога  | 12-0   | Джонні Едуарду  | Введення (гільйотина)                         | UFC Fight Night: Namajunas vs. VanZant | 10 2015        | 2     | 4: 18 | Лас-Вегас, США       |                                                          |
| Перемога  | 11-0   | Такея Мідзугакі | Введення (трикутник руками)                   | UFC on Fox: Machida vs. Rockhold       | 18 2015        | 3     | 2: 11 | Ньюарк, США          |                                                          |
| Перемога  | 10-0   | Уго Віана       | TKO (удари руками)                            | UFC Fight Night: Cerrone vs. Miller    | 16 2014        | 3     | 3:50  | Атлантик-Сіті, США   |                                                          |
| Перемога  | 9-0    | Коди Гібсон     | одностайне рішення                            | UFC 170                                | 22 2014        | 3     | 5:00  | Лас-Вегас, США       |                                                          |
| Перемога  | 8-0    | Джоел Робертс   | Здача (удушення ззаду)                        | CFFC 30: Sterling vs. Roberts          | 2 2013         | 1     | 1:49  | Кінг-оф-Пруссія, США | Захистив титул чемпіона CFFC в найлегшій вазі.           |
| Перемога  | 7-0    | Сідемар Оноріо  | Здача (удушення ззаду)                        | CFFC 16: Williams vs. Jacoby           | 24 2012        | 2     | 4:05  | Атлантик-Сіті, США   | Захистив титул чемпіона CFFC в найлегшій вазі.           |
| Перемога  | 6-0    | Кейсі Джонсон   | Здача (удушення ззаду)                        | CFFC 14: No Mercy                      | 14 2012        | 3     | 2:11  | Атлантик-Сіті, США   | Захистив титул чемпіона CFFC в найлегшій вазі.           |
| Перемога  | 5-0    | Шон Сантеллі    | одностайне рішення                            | CFFC 11: Danger Zone!                  | 22 2011        | 5     | 5:00  | Атлантик-Сіті, США   | Виграв титул чемпіона CFFC в найлегшій вазі.             |
| Перемога  | 4-0    | Еван Хмельскі   | TKO (удари руками)                            | CFFC 10: Black Eye                     | 23 2011        | 1     | 4:58  | Атлантик-Сіті, США   | Бій в напівлегкій вазі.                                  |
| Перемога  | 3-0    | Клаудіо Ледесма | роздільне рішення                             | Ring of Combat 36                      | 17 2011        | 3     | 5:00  | Атлантик-Сіті, США   | Виграв титул чемпіона ROC в найлегшій вазі.              |
| Перемога  | 2-0    | Харлі Леймбах   | Здача (удушення ззаду)                        | EFC: Bragging Rights 2                 | 21 2011        | 1     | 4:01  | Ері, США             |                                                          |
| Перемога  | 1-0    | Сержіу да Сілва | одностайне рішення                            | UCC 4: Supremacy                       | 22 2011        | 3     | 5:00  | Моррістаун, США      |                                                          |